# 앵콜요청금지
《앵콜요청금지》는 브로콜리너마저의 첫 번째 EP이다. 대표곡인 〈앵콜요청금지〉가 수록되어 있다. 계피가 노래한 곡들은 모두 첫 정규 음반 《보편적인 노래》에 수록되어 있지만, 덕원이 노래한 곡들은 정규 음반에 수록되어 있지 않다.

## 수록곡
1. 말 (vo.계피)
2. 끝 (vo.덕원)
3. 앵콜요청금지 (vo.계피)
4. 마침표 (vo.덕원)
5. 청춘열차 (vo.덕원)
6. 안녕 (vo.계피)

## 참여
- 작사·작곡·마스터링 - 덕원
- 편곡·제작 - 브로콜리너마저
- 패키지디자인 - 김경준
- 레이블 - 붕가붕가레코드

## 정보
1. '말'과 '앵콜요청금지'는 2006년에 쌈싸페에 응모했던 곡들이다.
2. '앵콜요청금지'는 2008년 2월 23일 KBS 2TV 드라마시티 '징계위원회'의 엔딩곡으로 쓰였다.
3. 초판과 재판으로 나뉘며, 사운드가 조금 다르다.